# Államok vezetőinek listája 1961-ben
Ezen az oldalon az 1961-ben fennálló államok vezetőinek névsora olvasható földrészek, majd országok szerinti bontásban.

## Európa
- Albánia (népköztársaság)
  - A kommunista párt főtitkára – Enver Hoxha (1944–1985)
  - Államfő - Haxhi Lleshi (1953–1982), lista
  - Kormányfő - Mehmet Shehu (1954–1981), lista
- Andorra (parlamentáris társhercegség)
  - Társhercegek
    - Francia társherceg - Charles de Gaulle (1959–1969), lista
    - Episzkopális társherceg - Ramon Iglesias i Navarri (1943–1969), lista
- Ausztria (szövetségi köztársaság)
  - Államfő - Adolf Schärf (1957–1965), lista
  - Kancellár - 
    1. Julius Raab (1953–1961)
    2. Alfons Gorbach (1961–1964), szövetségi kancellár lista
- Belgium (parlamentáris monarchia)
  - Uralkodó - I. Baldvin király (1951–1993)
  - Kormányfő - 
    1. Gaston Eyskens (1958–1961)
    2. Théo Lefèvre (1961–1965), lista
- Bulgária (népköztársaság)
  - A kommunista párt vezetője – Todor Zsivkov (1954–1989), a Bolgár Kommunista Párt főtitkára
  - Államfő - Dimitar Ganev (1958–1964), lista
  - Kormányfő - Anton Jugov (1956–1962), lista
- Ciprus (köztársaság)
  - Államfő - III. Makáriosz ciprusi érsek (1960–1974), lista
- Csehszlovákia (népköztársaság)
  - A kommunista párt vezetője – Antonín Novotný (1953–1968), a Csehszlovák Kommunista Párt főtitkára
  - Államfő - Antonín Novotný (1957–1968), lista
  - Kormányfő - Viliam Široký (1953–1963), lista
- Dánia (parlamentáris monarchia)
  - Uralkodó - IX. Frigyes király (1947–1972)
  - Kormányfő - Viggo Kampmann (1960–1962), lista
  -  Feröer
    - Kormányfő – Peter Mohr Dam (1959–1963), lista
- Egyesült Királyság (parlamentáris monarchia)
  - Uralkodó - II. Erzsébet Nagy-Britannia királynője (1952–2022)
  - Kormányfő - Harold Macmillan (1957–1963), lista
- Finnország (köztársaság)
  - Államfő - Urho Kekkonen (1956–1981), lista
  - Kormányfő - 
    1. V. J. Sukselainen (1959–1961)
    2. Eemil Luukka (1961), ügyvivő
    3. Martti Miettunen (1961–1962), lista

  -  Åland – 
    - Kormányfő – Hugo Johansson (1955–1967)
- Franciaország (köztársaság)
  - Államfő - Charles de Gaulle (1959–1969), lista
  - Kormányfő – Michel Debré (1959–1962), lista
- Görögország (monarchia)
  - Uralkodó – Pál király (1947–1964)
  - Kormányfő - 
    1. Konsztantinosz Karamanlisz (1958–1961)
    2. Konsztantinosz Dovasz (1961), ügyvivő
    3. Konsztantinosz Karamanlisz (1961–1963), lista
- Hollandia (parlamentáris monarchia)
  - Uralkodó - Julianna királynő (1948–1980)
  - Miniszterelnök - Jan de Quay (1959–1963), lista
  -  Holland Antillák (a Holland Királyság tagállama)
    - Kormányzó - 
      1. Antonius B. Speekenbrink (1957–1961)
      2. Christiaan Winkel (1961–1962), lista

    - Miniszterelnök - Efraïn Jonckheer (1954–1968), lista

  -  Suriname (a Holland Királyság tagállama)
    - Főkormányzó - Jan van Tilburg (1956–1963), lista
    - Miniszterelnök - Severinus Désiré Emanuels (1958–1963), lista
- Izland (köztársaság)
  - Államfő - Ásgeir Ásgeirsson (1952–1968), lista
  - Kormányfő - Ólafur Thors (1959–1963), lista
- Írország (köztársaság)
  - Államfő - Éamon de Valera (1959–1973), lista
  - Kormányfő - Seán Lemass (1959–1966), lista
- Jugoszlávia (népköztársaság)
  - A kommunista párt vezetője – Josip Broz Tito (1936–1980), a Jugoszláv Kommunista Liga Elnökségének elnöke
  - Államfő - Josip Broz Tito (1953–1980), Jugoszlávia Elnöksége elnöke, lista
  - Kormányfő - Josip Broz Tito (1943–1963), lista
- Lengyelország (népköztársaság)
  - A kommunista párt vezetője – Władysław Gomułka (1956–1970), a Lengyel Egyesült Munkáspárt KB első titkára
  - Államfő - Aleksander Zawadzki (1952–1964), lista
  - Kormányfő - Józef Cyrankiewicz (1954–1970), lista
- Liechtenstein
  - Uralkodó - II. Ferenc József herceg (1938–1989)
  - Kormányfő - Alexander Frick (1945–1962), lista
- Luxemburg (parlamentáris monarchia)
  - Uralkodó - Sarolta nagyherceg (1919–1964)[1]
  - Kormányfő - Pierre Werner (1959–1974), lista
- Magyarország (népköztársaság)
  - A kommunista párt vezetője – Kádár János (1956–1988), a Magyar Szocialista Munkáspárt első titkára
  - Államfő - Dobi István (1952–1967), az Elnöki Tanács elnöke, lista
  - Kormányfő - 
    1. Münnich Ferenc (1958–1961)
    2. Kádár János (1961–1965), lista
- Monaco
  - Uralkodó - III. Rainier herceg (1949–2005)
  - Államminiszter - Émile Pelletier (1959–1962), lista
- NDK (Német Demokratikus Köztársaság) (népköztársaság)
  - A kommunista párt vezetője – Walter Ulbricht (1950–1971), a Német Szocialista Egységpárt főtitkára
  - Államfő – Walter Ulbricht (1960–1973), az NDK Államtanácsának elnöke
  - Kormányfő – Otto Grotewohl (1949–1964), az NDK Minisztertanácsának elnöke
- NSZK (Német Szövetségi Köztársaság) (szövetségi köztársaság)
  - Államfő - Heinrich Lübke (1959–1969), lista
  - Kancellár - Konrad Adenauer (1949–1963), lista
- Norvégia (parlamentáris monarchia)
  - Uralkodó - V. Olaf király (1957–1991)
  - Kormányfő - Einar Gerhardsen (1955–1963), lista
- Olaszország (köztársaság)
  - Államfő - Giovanni Gronchi (1955–1962), lista
  - Kormányfő - Amintore Fanfani (1960–1963), lista
- Portugália (köztársaság)
  - Államfő - Américo Tomás (1958–1974), lista
  - Kormányfő - António de Oliveira Salazar (1933–1968), lista
- Románia (népköztársaság)
  - A kommunista párt vezetője – Gheorghe Gheorghiu-Dej (1955–1965), a Román Kommunista Párt főtitkára
  - Államfő - 
    1. Ion Gheorghe Maurer (1958–1961)
    2. Gheorghe Gheorghiu-Dej (1961–1965), lista

  - Kormányfő - 
    1. Chivu Stoica (1955–1961)
    2. Ion Gheorghe Maurer (1961–1974), lista
- San Marino (köztársaság)
  -     1. Eugenio Reffi és Pietro Giancecchi (1960–1961)
    2. Federico Micheloni és Giancarlo Ghironzi (1961)
    3. Giovanni Vito Marcucci és Pio Galassi (1961–1962), régenskapitányok
- Spanyolország (totalitárius állam)
  - Államfő – Francisco Franco (1936–1975)
  - Kormányfő - Francisco Franco (1938–1973), lista
- Svájc (konföderáció)
  - Szövetségi Tanács:[2]
Max Petitpierre (1944–1961), Paul Chaudet (1954–1966), Friedrich Traugott Wahlen (1958–1965), elnök, Jean Bourgknecht (1959–1962), Willy Spühler (1959–1970), Ludwig von Moos (1959–1971), Hans-Peter Tschüdi (1959–1973), Hans Schaffner (1961–1969)
- Svédország (parlamentáris monarchia)
  - Uralkodó - VI. Gusztáv Adolf király (1950–1973)
  - Kormányfő - Tage Erlander (1946–1969), lista
- Szovjetunió (szövetségi népköztársaság)
  - A kommunista párt vezetője – Nyikita Hruscsov (1953–1964), a Szovjetunió Kommunista Pártjának főtitkára
  - Államfő – Leonyid Brezsnyev (1960–1964), lista
  - Kormányfő – Nyikita Hruscsov (1958–1964), lista
- Vatikán (abszolút monarchia)
  - Uralkodó - XXIII. János pápa (1958–1963)
  - Államtitkár - 
    1. Nicola Canali bíboros (1939–1961)
    2. Amleto Giovanni Cicognani bíboros (1961–1969), lista

  - Apostoli Szentszék -
    1. Domenico Tardini bíboros (1952–1961)
    2. Amleto Giovanni Cicognani bíboros (1961–1969), lista

## Afrika
- Csád (köztársaság)
  - Államfő - François Tombalbaye (1960–1975), lista
  - Kormányfő - François Tombalbaye (1959–1975), lista
- Dahomey (köztársaság)
  - Államfő - Hubert Maga (1960–1963), lista
- Dél-afrikai Köztársaság (köztársaság)
- A Dél-afrikai Unió 1961. május 31-én köztársasági államformára váltott, és Dél-afrikai Köztársaságra változtatta nevét.
  - Uralkodó - II. Erzsébet Dél-Afrika királynője (1952–1961)
  - Államfő - Charles Robberts Swart (1961–1967), lista
  - Főkormányzó –
    1. Charles Robberts Swart (1960–1961)
    2. Lucas Cornelius Steyn (1961), lista

  - Kormányfő – Hendrik Verwoerd (1958–1966), lista
- Egyesült Arab Köztársaság (köztársaság)
- Az államalakulat Szíria 1961-es kiválásával megszűnt, de Egyiptom továbbra is ezt az elnevezést használta hivatalos neveként.
  - Államfő - Gamal Abden-Nasszer (1954–1970),[3] lista
  - Kormányfő - Gamal Abden-Nasszer (1954–1962),[4] lista
- Egyiptom (köztársaság)
- Az Egyesült Arab Köztársaság Szíria 1961. szeptember 28-i kilépésével megszűnt, de Egyiptomnak továbbra is ez maradt a hivatalos neve.
  - Államfő - Gamal Abden-Nasszer (1954–1970),[5] lista
  - Kormányfő - Gamal Abden-Nasszer (1954–1962),[6] lista
- Elefántcsontpart (köztársaság)
  - Államfő - Félix Houphouët-Boigny (1960–1993), lista
- Etiópia (köztársaság)
  - Uralkodó - Hailé Szelasszié császár (1930–1974)[7]
  - Miniszterelnök - Aklilu Habte-Wold (1961–1974), lista
- Felső-Volta (köztársaság)
  - Államfő - Maurice Yaméogo (1959–1966),[8] lista
- Gabon (köztársaság)
  - Államfő - Léon M'ba (1960–1964), lista
- Ghána (köztársaság)
  - Államfő - Kwame Nkrumah (1960–1966), lista
- Guinea (köztársaság)
  - Államfő - Sékou Ahmad Touré (1958–1984), lista
- Kamerun (köztársaság)
- Brit Kamerun Dél-Kamerun régiója 1961. október 1-jén csatlakozott Kamerunhoz.
  - Államfő - Ahmadou Ahidjo (1960–1982), lista
  - Kormányfő – 
Kelet-Kamerun: Charles Assalé (1960–1965), lista
Nyugat-Kamerun: John Ngu Foncha (1959–1965),[9] lista
- Kongói Köztársaság (Kongó-Brazzaville) (köztársaság)
  - Államfő - Fulbert Youlou (1960–1963), lista
- Kongói Demokratikus Köztársaság (Kongó-Léopoldville) (köztársaság)
  - Államfő - Joseph Kasa-Vubu (1960–1965), lista
  - Kormányfő – 
    1. Justin Marie Bomboko (1960–1961)
    2. Joseph Iléo (1961)
    3. Cyrille Adoula (1961–1964) lista

  -  Dél-Kasai (el nem ismert szecesszionista államalakulat)
  - 1961. december 30-án visszaintegrálódott Kongó-Leopoldville-be.
    - Államfő - Albert Kalonji (1960–1961), Dél-Kasai elnöke
    - Kormányfő - Joseph Ngalula (1960–1961), Dél-Kasai miniszterelnöke

  -  Katanga (el nem ismert szecesszionista állam)
    - Államfő - Moise Csombe (1960–1963)
- Közép-afrikai Köztársaság (köztársaság)
  - Államfő - David Dacko (1960–1966), elnök
- Libéria (köztársaság)
  - Államfő - William Tubman (1944–1971), lista
- Líbia (monarchia)
  - Uralkodó – I. Idrisz király (1951–1969)
  - Kormányfő - Muhammad Oszman Szaíd (1960–1963), lista
- Malgas Köztársaság
  - Államfő - Philibert Tsiranana (1959–1972),[10] lista
- Mali (köztársaság)
  - Államfő - Modibo Keïta (1960–1968), lista
  - Kormányfő - Modibo Keïta (1959–1966),[11] lista
- Marokkó (alkotmányos monarchia)
  - Uralkodó - 
    1. V. Mohammed király (1955–1961)
    2. II. Haszan király (1961–1999)
- Mauritánia (köztársaság)
  - Államfő - Moktar Úld Daddah (1960–1978), lista
- Niger (köztársaság)
  - Államfő - Hamani Diori (1960–1974), lista
- Nigéria (monarchia)
- Brit Kamerun Észak-Kamerun régiója 1961. június 1-jén csatlakozott Nigériához.
  - Uralkodó - II. Erzsébet Nigéria királynője (1960–1963)
  - Főkormányzó - Nnamdi Azikiwe (1960–1963), Nigéria főkormányzója
  - Kormányfő – Sir Abubakar Tafawa Balewa (1957–1966),[12] lista
- Sierra Leone (monarchia)
- Sierra Leone 1961. április 27-én nyerte el függetlenségét.
  - Uralkodó - II. Erzsébet királynő (1961–1971)
  - Főkormányzó - Sir Maurice Henry Dorman (1956–1962), lista
  - Kormányfő - Sir Milton Margai (1954–1964)
- Szenegál (köztársaság)
  - Államfő - Léopold Sédar Senghor (1960–1980), lista
- Szomália (köztársaság)
  - Államfő – Aden Abdullah Oszman Daar (1960–1967), lista
  - Kormányfő - Abdirasíd Ali Sermarke (1960–1964), lista
- Szudán (köztársaság)
  - Államfő - Ibrahim Abbúd (1958–1964), lista
  - Kormányfő – Ibrahim Abbúd (1958–1964), lista
- Tanganyika (köztársaság)
- Tanganyika terület 1961. december 9-én nyerte el függetlenségét.
  - Uralkodó – II. Erzsébet királynő (1961–1962)
  - Főkormányzó – Sir Richard Turnbull (1958–1962)
  - Kormányfő – Julius Nyerere (1960–1962)
- Togo (köztársaság)
  - Államfő - Sylvanus Olympio (1960–1963), lista
- Tunézia (köztársaság)
  - Államfő - Habib Burgiba (1957–1987), lista

## Dél-Amerika
- Argentína (köztársaság)
  - Államfő - Arturo Frondizi (1958–1962), lista
- Bolívia (köztársaság)
  - Államfő - Víctor Paz Estenssoro (1960–1964), lista
- Brazília (köztársaság)
  - Államfő - 
    1. Juscelino Kubitschek (1956–1961)
    2. Jânio Quadros (1961)
    3. Pascoal Ranieri Mazzilli (1961), ügyvivő
    4. João Goulart (1961–1964), lista

  - Kormányfő - Tancredo Neves (1961–1962), lista
- Chile (köztársaság)
  - Államfő - Jorge Alessandri (1958–1964), lista
- Ecuador (köztársaság)
  - Államfő - 
    1. José María Velasco Ibarra (1960–1961)
    2. Carlos Julio Arosemena Monroy (1961–1963), lista
- Kolumbia (köztársaság)
  - Államfő - Alberto Lleras Camargo (1958–1962), lista
- Paraguay (köztársaság)
  - Államfő - Alfredo Stroessner (1954–1989), lista
- Peru (köztársaság)
  - Államfő - Manuel Prado Ugarteche (1956–1962), lista
  - Kormányfő - 
    1. Pedro Gerardo Beltrán Espantoso (1959–1961)
    2. Carlos Moreyra y Paz Soldán (1961–1962), lista
- Uruguay (köztársaság)
  - Államfő - 
    1. Benito Nardone (1960–1961)
    2. Eduardo Víctor Haedo (1961–1962), lista
- Venezuela (köztársaság)
  - Államfő - Rómulo Betancourt (1959–1964), lista

## Észak- és Közép-Amerika
- Amerikai Egyesült Államok (köztársaság)
  - Államfő - 
    1. Dwight D. Eisenhower (1953–1961)
    2. John F. Kennedy (1961–1963), lista
- Costa Rica (köztársaság)
  - Államfő - Mario Echandi Jiménez (1958–1962), lista
- Dominikai Köztársaság (köztársaság)
  - De facto országvezető - Rafael Trujillo Molina (1930–1961)
  - Államfő - Mario Echandi Jiménez (1960–1962), lista
- Salvador (köztársaság)
  - Államfő - 
    1. Kormányzati Junta (1960–1961)
    2. Polgári-katonai Igazgatás (1961–1962), lista
- Guatemala (köztársaság)
  - Államfő - Miguel Ydígoras Fuentes (1958–1963), lista
- Haiti (köztársaság)
  - Államfő - François Duvalier (1957–1971), Haiti örökös elnöke, lista
- Honduras (köztársaság)
  - Államfő - Ramón Villeda Morales (1957–1963), lista
- Kanada (parlamentáris monarchia)
  - Uralkodó - II. Erzsébet királynő, Kanada királynője, (1952–2022)
  - Főkormányzó - Georges Vanier (1959–1967), lista
  - Kormányfő - John Diefenbaker (1957–1963), lista
- Kuba (népköztársaság)
  - Államfő - Osvaldo Dorticós Torrado (1959–1976), lista
  - Miniszterelnök - Fidel Castro (1959–2008), lista
- Mexikó (köztársaság)
  - Államfő - Adolfo López Mateos (1958–1964), lista
- Nicaragua (köztársaság)
  - Államfő - Luis Somoza Debayle (1956–1963), lista
- Panama (köztársaság)
  - Államfő - Roberto Francisco Chiari Remón (1960–1964), lista

## Ázsia
- Afganisztán (köztársaság)
  - Uralkodó – Mohamed Zahir király (1933–1973)
  - Kormányfő – Mohammed Daúd Khan (1953–1963), lista
- Bhután (abszolút monarchia)
  - Uralkodó - Dzsigme Dordzsi Vangcsuk király (1952–1972)
  - Kormányfő - Dzsigme Palden Dordzsi (1952–1964), lista
- Burma (köztársaság)
  - Államfő - Vin Maung (1957–1962), lista
  - Kormányfő - U Nu (1960–1962), lista
- Ceylon (alkotmányos monarchia)
  - Uralkodó – II. Erzsébet, Ceylon királynője (1952–1972)
  - Főkormányzó – Sir Oliver Ernest Goonetilleke (1954–1962), lista
  - Kormányfő - Szirimávó Bandáranájaka (1960–1965), lista
- Egyesült Suvadive Köztársaság (el nem ismert szakadár állam)
  - Államfő - Abdullah Afíf (1959–1963)
- Fülöp-szigetek (köztársaság)
  - Államfő - 
    1. Carlos P. Garcia (1957–1961)
    2. Diosdado Macapagal (1961–1965), lista
- India (köztársaság)
  - Államfő - Radzsendra Praszad (1950–1962), lista
  - Kormányfő - Dzsaváharlál Nehru (1947–1964), lista
- Indonézia (köztársaság)
  - Államfő - Sukarno (1945–1967), lista
  -  Indonézia Iszlám Állam (el nem ismert szakadár állam)
    - Vezető - Sekarmadji Maridjan Kartosuwirjo (1949–1962), imám
- Irak (köztársaság)
  - Államfő - Muhammad Nadzsíb ar-Rubaji(wd) (1958–1963), lista
  - Kormányfő - Abd al-Karím Kászím (1958–1963), lista
- Irán (monarchia)
  - Uralkodó – Mohammad Reza Pahlavi sah (1941–1979)
  - Kormányfő – 
    1. Dzsafar Saríf-Emami (1960–1961)
    2. Ali Amini (1961–1962), lista
- Izrael (köztársaság)
  - Államfő - Jichák Ben Cví (1952–1963), lista
  - Kormányfő - Dávid Ben-Gúrión (1955–1963), lista
- Japán (parlamentáris monarchia)
  - Uralkodó - Hirohito császár (1926–1989)
  - Kormányfő - Hajato Ikeda (1960–1964), lista
- Jemen (monarchia)
  - Uralkodó - Ahmed bin Jahia király (1955–1962)
- Jordánia (alkotmányos monarchia)
  - Uralkodó - Huszejn király (1952–1999)
  - Kormányfő - Bahdzsat Talhúni (1960–1962), lista
- Kambodzsa (köztársaság)
  - Államfő - Norodom Szihanuk herceg (1960–1970), lista
  - Kormányfő - 
    1. Pho Proeung (1960–1961)
    2. Penn Nouth (1961)
    3. Norodom Szihanuk herceg (1961–1962), lista
- Kína (népköztársaság)
  - A kommunista párt főtitkára - Mao Ce-tung (1935–1976), főtitkár
  - Államfő - Liu Sao-csi (1959–1968), lista
  - Kormányfő - Csou En-laj (1949–1976), lista
- Dél-Korea (köztársaság)
  - Államfő - Jun Boszon (1960–1962), lista
  - Kormányfő - 
    1. Csang Mjon (1960–1961)
    2. Csang Dojong (1961)
    3. Szong Jocshan (1961–1962), lista
- Észak-Korea (népköztársaság)
  - A kommunista párt főtitkára - Kim Ir Szen (1948–1994), főtitkár, országvezető
  - Államfő - Csoi Jongkun (1957–1972), Észak-Korea elnöke
  - Kormányfő - Kim Ir Szen (1948–1972), lista
- Kuvait (alkotmányos monarchia)
- Kuvait Sejkség 1961. június 19-én nyerte el függetlenségét.
  - Politikai tisztviselő - John Richmond (1959–1961)
  - Uralkodó - III. Abdullah emír (1950–1965)
- Laosz (monarchia)
  - Uralkodó - Szavangvatthana király (1959–1975)
  - Kormányfő - Bunum herceg (1960–1962), lista
- Libanon (köztársaság)
  - Államfő - Fuad Csehab (1958–1964), lista
  - Kormányfő - 
    1. Szaeb Szalám (1960–1961)
    2. Rasíd Karami (1961–1964), lista
- Malaja (parlamentáris monarchia)
  - Uralkodó - Tuanku Syed Putra szultán (1960–1965)
  - Kormányfő - Tunku Abdul Rahman (1955–1970),[13] lista
- Maszkat és Omán (abszolút monarchia)
  - Uralkodó - III. Szaid szultán (1932–1970)
- Mongólia (népköztársaság)
  - A kommunista párt vezetője – Jumdzságin Cedenbál (1958–1984), Mongol Forradalmi Néppárt Központi Bizottságának főtitkára
  - Államfő - Dzsamszrangín Szambú (1954–1972), Mongólia Nagy Népi Hurálja Elnöksége elnöke, lista
  - Kormányfő - Jumdzságin Cedenbál (1952–1974), lista
- Nepál (alkotmányos monarchia)
  - Uralkodó - Mahendra király (1955–1972)
  - Kormányfő - Tulszi Giri (1960–1963), lista
- Pakisztán (köztársaság)
  - Államfő - Ayub Khan (1958–1969), lista
- Szaúd-Arábia (abszolút monarchia)
  - Uralkodó - Szaúd király (1953–1964)
  - Kormányfő - Szaúd király (1960–1962)
- Szíria (köztársaság)
- Szíria 1961. szeptember 28-án kilépett az Egyesült Arab Köztársaságból.
  - Államfő - 
    1. Mámun al-Kuzbari (1961), ügyvivő
    2. Idzat an-Núsz (1961), ügyvivő
    3. Nazím al-Kudszí (1961–1963), lista

  - Kormányfő - 
    1. Abdel Hamíd Szarradzs (1960–1961)
    2. Mámun al-Kuzbari (1961)
    3. Idzat an-Núsz (1961)
    4. Márúf al-Davalibi (1961–1962), lista
- Tajvan (köztársaság)
  - Államfő - Csang Kaj-sek (1950–1975), lista
  - Kormányfő - Csen Cseng (1958–1963), lista
- Thaiföld (parlamentáris monarchia)
  - Uralkodó - Bhumibol Aduljadezs király (1946–2016)
  - Kormányfő - Szárit Thanarat (1958–1963), lista
- Törökország (köztársaság)
  - Államfő - Cemal Gürsel (1960–1966), lista
  - Kormányfő - 
    1. Cemal Gürsel (1960–1961)
    2. Fahrettin Özdilek (1961), ügyvivő
    3. İsmet İnönü (1961–1965), lista
- Dél-Vietnám
  - Államfő - Ngô Đình Diệm (1955–1963), lista
- Észak-Vietnam
  - A kommunista párt főtitkára - Lê Duẩn (1960–1986), főtitkár
  - Államfő - Ho Si Minh (1945–1969), lista
  - Kormányfő - Phạm Văn Đồng (1955–1987),[14] lista

## Óceánia
- Ausztrália (parlamentáris monarchia)
  - Uralkodó - II. Erzsébet királynő, Ausztrália királynője, (1952–2022)
  - Főkormányzó - 
    1. William Morrison (1960–1961)
    2. Sir Dallas Brooks (1961), Ausztrália kormányának elöljárója
    3. William Sidney (1961–1965), lista

  - Kormányfő - Sir Robert Menzies (1949–1966), lista
- Új-Zéland (parlamentáris monarchia)
  - Uralkodó - II. Erzsébet királynő, Új-Zéland királynője (1952–2022)
  - Főkormányzó - Charles Lyttelton (1957–1962), lista
  - Kormányfő - Sir Keith Holyoake (1960–1972), lista